# كيرينس بلفورت
كيرينس بلفورت (Kervens Fils Belfort) (16 مايو 1992 في بيتيت غواف في هايتي – )؛ هو لاعب كرة قدم كان يلعب كمهاجم. يلعب مع منتخب هايتي لكرة القدم منذ عام 2010.

## وصلات خارجية
- كيرينس بلفورت على موقع الاتحاد الدولي (مؤرشف)  (الإنجليزية)
- كيرينس بلفورت على موقع اتحاد تركيا (لاعب) (الإنجليزية)
- كيرينس بلفورت على موقع رابطة كرة القدم الفرنسية للمحترفين (الإنجليزية)
- كيرينس بلفورت على موقع إي إس بي إن إف سي (الإنجليزية)
- كيرينس بلفورت على موقع قاعدة بيانات كرة القدم.إي يو (الإنجليزية)
- كيرينس بلفورت على موقع ليكيب (الفرنسية)
- كيرينس بلفورت على موقع ناشيونال فوتبول تيمز (الإنجليزية)
- كيرينس بلفورت على موقع Soccerbase.com (لاعب) (الإنجليزية)
- كيرينس بلفورت على موقع Soccerway.com (الإنجليزية)
- كيرينس بلفورت على موقع AS.com (الإسبانية)